# Frederica de Laguna
Frederica ("Freddy") Annis Lopez de Leo de Laguna (3 octobre 1906 – 6 octobre 2004) est une ethnologue, anthropologue et archéologue américaine, reconnue pour son travail sur l'art des paléoaméricains et des autochtones d'Alaska et sur l'archéologie dans le nord-ouest Américain et de l'Alaska.
Elle fonde et préside le département d'anthropologie au Bryn Mawr College, de 1938 à 1972, et siège comme vice-présidente de la Society for American Archaeology (en) (ASA) de 1949 à 1950, et en tant que présidente de l'American Anthropological Association (AAA) de 1966 à 1967.

## Enfance et formation
Frederica de Laguna naît le 3 octobre 1906, à Ann Arbor, dans le Michigan. Elle est la fille de Theodore de Laguna (en) et de Grace de Laguna (en), professeurs de philosophie au collège Bryn Mawr,. Elle est scolarisée à la maison par ses parents jusqu'à l'âge de 9 ans en raison de maladies fréquentes. Elle a rejoint ses parents et son jeune frère Wallace durant deux congés au cours de son adolescence, à Cambridge et Oxford, en Angleterre, en 1914-1915 et en France en 1921-1922.
Elle étudie au Bryn Mawr College, à l'aide d'une bourse de 1923 à 1927, et elle obtient un diplôme en sciences politiques et en économie avec la mention summa cum laude. Bien qu'elle reçoive la bourse européenne du collège, elle reporte d'une année pour étudier l'anthropologie à l'Université Columbia auprès de Franz Boas, Gladys Reichard (en), et Ruth Benedict. En 1928, de Laguna voyage en Angleterre, en France et en Espagne, où elle acquiert une expérience sur le terrain auprès de George Grant MacCurdy ; elle assiste aux conférences sur l'art préhistorique d'Henri Breuil, et reçoit les conseils de Paul Rivet et Marcelin Boule. En juin 1929, de Laguna navigue vers le Groenland comme assistante de Therkel Mathiassen pour la « première campagne scientifique de fouilles archéologiques » dans ce pays. Restant un total de six mois, cette campagne de fouilles l'a convaincue d'un avenir dans l'anthropologie et, plus tard, devient l'objet de Voyage to Greenland: A Personal Initiation into Anthropology (1997).
Frederica de Laguna obtient son doctorat en anthropologie de l'Université Columbia en 1933.

## Carrière

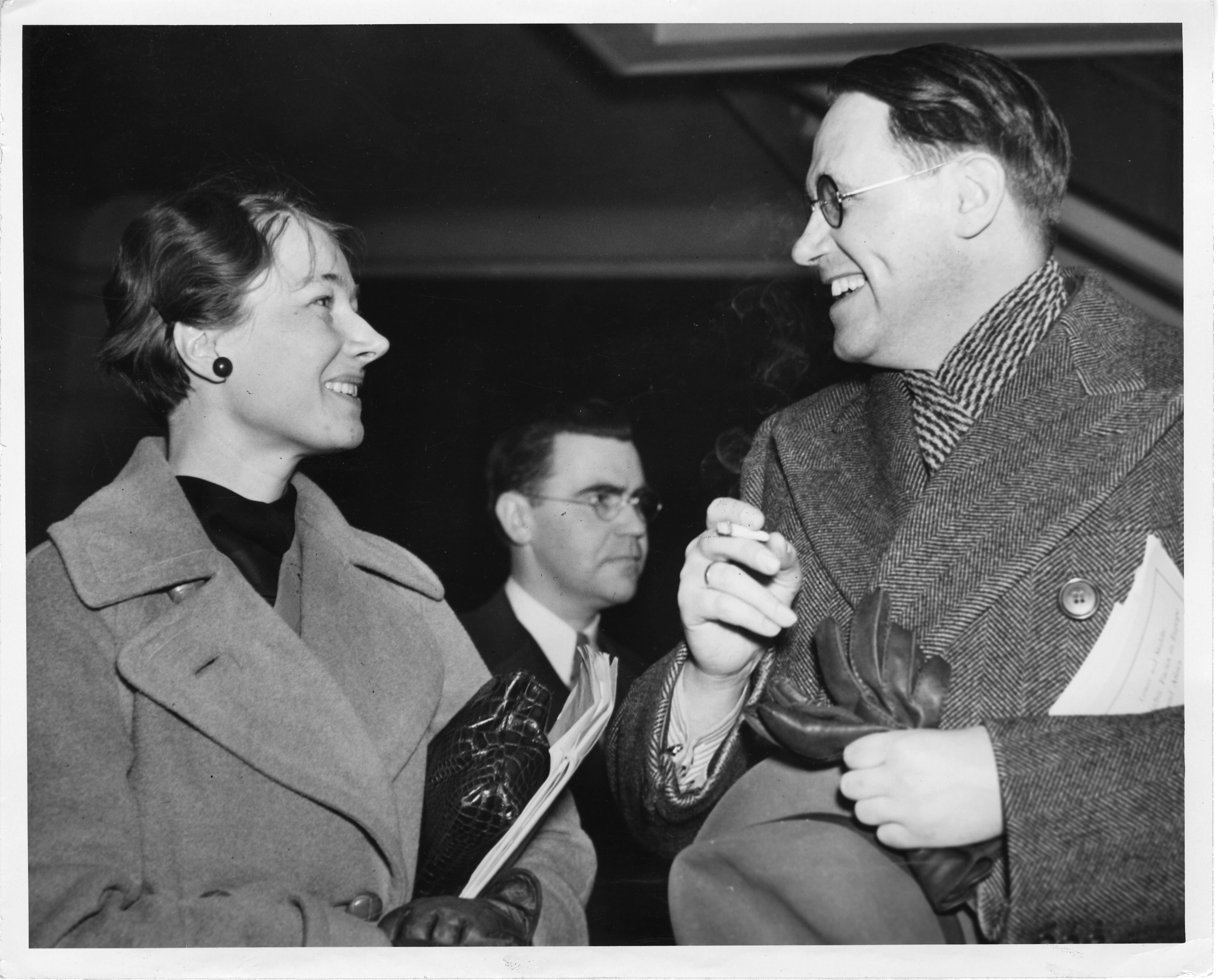
Frederica de Laguna en 1937 lors d'un colloque avec Kaj Birket-Smith (à droite), où ils ont présenté un document conjoint sur l'ethnologie de l'Alaska.

La première expédition financée de de Laguna a lieu dans la Baie du Prince-William et le Golfe de Cook, en Alaska, en 1930, après que Kaj Birket-Smith tombe malade et se trouve incapable de continuer avec de Laguna comme assistante de recherche. Frederica de Laguna obtient un financement de l'University of Pennsylvania Museum of Archaeology and Anthropology et emmène son frère Wallace en tant qu'assistant. L'année suivante, le musée embauche de Laguna pour s'occuper du catalogue de ses collections Eskimos et de nouveau finance deux fouilles dans le Golfe de Cook en 1931 et 1932. Elle co-dirige une expédition ethnologique et archéologique en Baie du Prince-William, en 1933, avec Birket-Smith ; le voyage est devenu la base de The Eyak Indians of the Copper River Delta, Alaska (1938). de Laguna explore ensuite le bas de la Vallée du Yukon et de la Rivière Tanana en 1935 et publie deux ouvrages sur ces sujets : Travels Among the Dena (1994) et Tales from the Dena (1997).
Le Bryn Mawr College embauche de Laguna comme maître de conférences en sociologie en 1938 « pour enseigner le premier cours d'anthropologie ». Elle conserve ce poste jusqu'en 1942 où elle prend un congé afin de servir dans la réserve navale comme lieutenant commandeur au sein des Women Accepted for Voluntary Emergency Service (WAVES). Elle enseigne l'histoire de la marine et les codes et chiffres pour les femmes aspirants de marine au Smith College jusqu'à la fin de la guerre en 1945.
Elle reprend ses fonctions de professeure au Bryn Mawr College et retourne ensuite vers la région des Tlingits du Nord de l'Alaska dans les années 1950, aboutissant à sa monographie complète en trois volumes considérée comme le travail faisant autorité sur les Tlingits. Bien que retraitée, en 1975, de Laguna est restée active dans le cadre de sa profession par l'intermédiaire d'un voyage à Upernavik, au Groenland , aboutissant à l'achèvement de l'ouvrage de George T. Emmons (en), The Tlingit Indians (1991), un travail bénévole pour le Service des forêts des États-Unis, en Alaska, et la fondation de la maison d'édition Frederica de Laguna Northern Books Press.
Frederica de Laguna a également travaillé comme Associate Soil Conservationist en 1935 et 1936 sur la réserve des Pimas en Arizona, en tant que professeure dans un chantier-école d'archéologie en 1941, sous le parrainage du Bryn Mawr College et du Museum of Northern Arizona (en); et comme professeure invitée à l'Université de Pennsylvanie, de 1947 à 1949 et de 1972 à 1976 et à l'Université de Californie à Berkeley , de 1959 à 1960 et de 1972 à 1973.

## Prix et distinctions
Frederica de Laguna a reçu diverses distinctions dont le prix Lindback pour l'excellence en enseignement du Bryn Mawr College en 1972 ; le Distinguished Service Award de l'AAA en 1986 ; un potlatch de la population du Yakutat en 1996 ; et la Médaille Lucy Wharton Drexel de l'Université de Pennsylvanie en 1999.
Elle est la première femme élue à l'Académie Nationale des Sciences, avec son ancienne condisciple, Margaret Mead, en 1976.

## Sélection de publications
- 1930, The thousand march: Adventures of an American boy with the Garibaldi. Boston: Little, Brown. OCLC 3940490
- 1937, The arrow points to murder. Garden City, NJ: Crime Club, Inc. OCLC 1720968
- 1938, Fog on the mountain. Homer, AK: Kachemak Country Publications. OCLC 32748448
- 1972, Under Mount Saint Elias: The history and culture of the Yakutat Tlingit: Part one, pdf. Smithsonian contribution à l'anthropologie, v. 7. Washington, DC: Smithsonian Institution Press. OCLC 603795
- 1977, Voyage to Greenland: A personal initiation in anthropology. New York: Norton. OCLC 2646088
- 1991, avec George Thornton Emmons, The Tlingit Indians. New York: Musée Américain d'Histoire Naturelle. OCLC 23463915
- 1994, avec Norman Reynolds et Dale DeArmond, Tales from the Dena: Indian stories from the Tanana, Koyukuk, and Yukon rivers. Seattle, WA: University of Washington Press. OCLC 31518221
- 1997, Travels among the Dena: Exploring Alaska's Yukon valley. Seattle, WA: University of Washington Press. OCLC 42772476
- 2002, (en) American Anthropology : Papers from the American Anthropologist, Lincoln, University of Nebraska Press, 2002, 518 p. (ISBN 978-0-8032-8280-3 et 0-8032-8280-X, lire en ligne)